# Bar (stacja kolejowa w Czarnogórze)
Bar (czarnogórski: Жељезничка станица Бар, Željeznička stanica Bar) – stacja kolejowa w Barze, w Czarnogórze. Stacja końcowa linii Belgrad – Bar. W 2016 r. obsługiwał połączenia międzynarodowe do Serbii (Belgradu i Suboticy), a także sezonowo do Pragi oraz przez Polskę do Mińska i Moskwy
Jest zarządzana i obsługiwana przez Željeznica Crne Gore oraz pociągi Železnice Srbije.

## Linie kolejowe
- Belgrad – Bar